# Red Devils Berlin
Der Skaterhockeyclub Red Devils Berlin e. V. ist ein Berliner Inline-Skaterhockey-Verein. Die neun Mannschaften spielen nach den Regeln des Inline-Skaterhockey Deutschland (ISHD) im Deutschen Rollsport und Inline-Verband (DRIV). Die Red Devils Berlin spielen und trainieren in der Carl-Schuhmann-Halle in Berlin-Lichterfelde Ost.

## Geschichte
Die Gründung der Red Devils Berlin erfolgte im Jahr 1988 im Ortsteil Lankwitz des Berliner Bezirks Steglitz-Zehlendorf. 1996 waren die Red Devils Berlin Gründungsmitglied der 1. Herren-Bundesliga. 2010 kam es zu einer Neuaufstellung des Nachwuchsbereiches bei den Red Devils Berlin.
2016 erfolgte eine Kooperation mit den Berlin Buffalos aus Schöneberg. 2019 gab es eine Kooperation der Herren-I-Mannschaft der Red Devils mit den Berlin Buffalos und den Spreewölfen Berlin aus Moabit im Projekt Unitas Berlin.

## Sportliche Erfolge

### Schüler (U13)
- 2012: 5. Platz bei der deutschen Meisterschaft der Schüler
- 2013: 3. Platz bei der deutschen Meisterschaft der Schüler
- 2017: 3. Platz bei der deutschen Meisterschaft der Schüler
- 2017: Berliner Meister der Schüler
- 2024: Gewinn des Pfingstturniers der Ahauser Maidy Dogs

### Jugend (U16)
- 2014: 7. Platz bei der deutschen Meisterschaft der Jugend

### Junioren (U19)
- 2016: 4. Platz bei der deutschen Meisterschaft der Junioren
- 2016: Berliner Meister der Junioren
- 2017: 4. Platz bei der deutschen Meisterschaft der Junioren
- 2017: Berliner Meister der Junioren
- 2017: Meister der Regionalliga Ost
- 2018: 7. Platz beim Europapokal der Junioren in Kaarst, NRW
- 2018: 4. Platz bei der deutschen Meisterschaft der Junioren
- 2018: Berliner Meister der Junioren
- 2018: Meister der Regionalliga Ost
- 2019: 3. Platz beim Europapokal der Junioren in der Avenches, Schweiz
- 2019: Meister der Regionalliga Nordost

### Herren (I, II, III)
- 2016: Meister der Landesliga Berlin (Herren II und Herren III)
- 2017: Meister der Landesliga Berlin (Herren II und Herren III)
- 2018: Meister der Landesliga Berlin (Herren II und Herren III)
- 2023: Meister der 2. Bundesliga Nord (Herren I)

## Kinder- und Jugendarbeit
Das Vereinsprojekt „Kinder-und Jugendarbeit“ hat sich seit 2010 zu einem Berliner Ausbildungsstützpunkt entwickelt.

## Aktive Mannschaften der Red Devils Berlin
In der Saison 2024 spielen insgesamt neun aktive Mannschaften bei den Red Devils Berlin:
- Bambini (U8/U10)
- Schüler (U13): Team I und II
- Jugend (U16)
- Junioren (U19)
- Herren I: 2. Bundesliga Nord
- Herren II: Regionalliga Ost
- Herren III: Landesliga

## Weiteres Engagement
Neben unterschiedlichen Angeboten zur Fortbildung von Sportlehrern sind die Red Devils Berlin Gründungspartner der Rollsportschule Berlin, die im Jahr 2018 unter dem Dach des Inline- und Rollsportverbands Berlin (IRVB) angesiedelt wurde. In enger Zusammenarbeit mit Berliner Vereinen, wie den Spreewölfen Berlin und den Berlin Buffalos, und mit Partnern, wie der Berliner Senatsverwaltung für Bildung, Jugend und Familie, dem Landessportbund Berlin und der städtischen Wohnungsbaugesellschaft Stadt und Land, werden Angebote insbesondere für Grundschulen entwickelt. So lernen Schüler der Klassen 1 bis 6 z. B. in zwölfwöchigen Schul-AGs das sichere Inlineskaten und erhalten dabei spielerisch eine Koordinations- und Bewegungsschulung. Weitere Angebote, wie Projekt- bzw. Wandertage oder Projektwochen, bieten einen Schnupperkurs im Inlineskaten, der spiel- und spaßorientiert an die Sportart heranführt. Kinder können hier entdecken, ob sie Freude an diesem Sport entwickeln, oder auch bereits vorhandene Erfahrungen auf Inlineskates vertiefen und technisch ausbauen. Im Jahr 2019 kooperieren im Schulprogramm die Friedrich-Drake-Grundschule, die Giesensdorfer Grundschule, die Grundschule am Königsgraben, die Kurt-Tucholsky-Grundschule und die Grundschule am Karpfenteich mit der Rollsportschule Berlin. Ferner bieten die Red Devils Berlin für Einsteiger auf Inline-Skates auch eigene Angebote im Rahmen einer Laufschule für Interessierte aus dem Bezirk Steglitz-Zehlendorf an und informieren jedes Jahr zur Sportart Inline-Skaterhockey auf dem Familiensportfest im Olympiapark des Landessportbundes Berlin.